# Nizar Rayan
Nizar Rayan (auch: Nizar Ghayan) (arabisch نزار ريان, DMG Nizār Rayān; * 6. März 1959; † 1. Januar 2009 in Dschabaliya) war ein palästinensischer Militärkommandeur und einer von zehn Führern der Hamas.
Rayan studierte in Saudi-Arabien und Jordanien und erhielt 1994 einen Doktorgrad in der Hadith-Wissenschaft in Khartum. Anschließend war er Professor an der Islamischen Universität in Gaza-Stadt. Er betrieb in den folgenden Jahren eine Bewegung der menschlichen Schutzschilde für Wohnhäuser, welche von Luftangriffen bedroht wurden.
Rayan gehörte zum inneren Führungskreis der Hamas und war der Verbindungsmann zwischen dem militärischen und dem politischen Flügel der Hamas. Er wurde bei einem Bombenangriff israelischer Kampfflugzeuge im Rahmen der Operation Gegossenes Blei in seinem Haus getötet. Mit ihm starben zwei seiner vier Frauen, vier seiner zwölf Kinder und weitere 13 Familienangehörige sowie elf Bewohner des Hauses. Das israelische Militär bestätigte, dass der Raketenangriff Rayan, mit dem Ziel ihn zu töten, gegolten habe. Angeblich habe Rayan seinen eigenen Sohn im Jahr 2002 zu einem Selbstmordanschlag in die ehemalige jüdische Siedlung Elei Sinai am Nordrand des Gazastreifens abkommandiert. Bei einem zweifachen Selbstmordanschlag waren am 14. März 2004 insgesamt elf Menschen getötet worden. Rayan soll für weitere Anschläge in Israel verantwortlich sein und war ein enger Vertrauter des Kommandanten der Kassam-Brigaden, Ahmed al-Dschabari. Ferner entwarf er den Plan für den Putsch der Hamas gegen die Fatah im Juli 2007.